# 松露饅頭

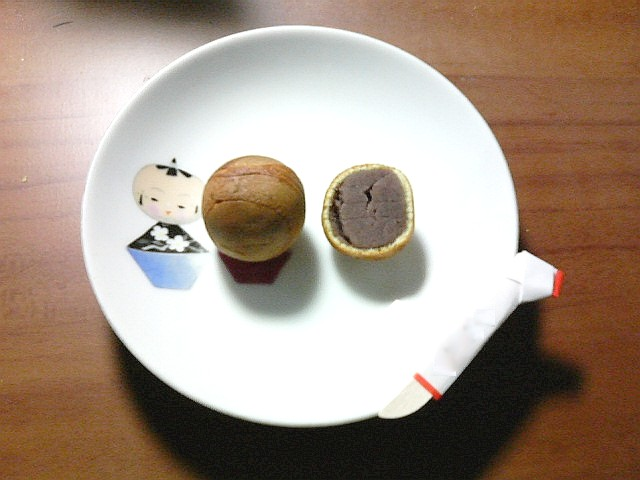
松露饅頭

松露饅頭（しょうろまんじゅう）は、佐賀県の唐津市で作られている和菓子。松露饅頭は宮田屋の登録商標である。

## 概要
餡をカステラ生地で丸く包んだ形が、唐津の名所虹の松原に生える高級食用キノコである松露に似ていることから、この名がつけられた。
皮は薄いカステラ生地で、こし餡を使用する。直径2.5cm程度の球形である。あっさりした甘さが特徴。
松露饅頭のCMは、ご当地CMとして有名である。